# Polymorphanisus astictus
Polymorphanisus astictus is een schietmot uit de familie Hydropsychidae. De soort komt voor in het Oriëntaals gebied.